# Nola modestalis
Nola modestalis är en fjärilsart som beskrevs av De Toulgoët 1961. Nola modestalis ingår i släktet Nola och familjen trågspinnare. Inga underarter finns listade i Catalogue of Life.